# Alice Cooney Frelinghuysen
Alice Cooney Frelinghuysen (geboren als Alice K. B. Cooney am 1. März 1954 in New York City) ist eine US-amerikanische Kunsthistorikerin und Museumskuratorin.

## Leben und Werk
Alice Cooney kam 1954 als Tochter des Wertpapieranalysten Daniel Russell Cooney und seiner Frau Alice, geborene Knotts, in New York zur Welt. Nach dem Besuch der Kent School in Kent (Connecticut) studierte sie Kunstgeschichte an der Princeton University. Dort erhielt sie 1976 den Abschluss Bachelor of Arts und wechselte danach mit einem Stipendium des Winterthur-Programms an die University of Delaware, wo sie 1978 ihr Studium mit einer Masterarbeit zum Thema Early American Culture beendete. Sie heiratete 1978 den Börsenmakler George L. K. Frelinghuysen, einem Mitglied der Politiker-Familie Frelinghuysen. Der Ehemann ist weiterhin ein Urenkel des Sammlerpaares Henry und Louisine W. Havemeyer. Seit der Heirat führt sie den Namen Alice Cooney Frelinghuysen. Aus der Ehe gingen zwei Söhne hervor.
Im Jahr 1978 begann sie ihre Tätigkeit am Metropolitan Museum of Art in New York, zunächst mit einem zweijährigen Stipendium der Andrew W. Mellon Foundation. Seit 1980 ist sie dort in verschiedenen Positionen als Kuratorin für amerikanische Kunst und amerikanisches Kunsthandwerk tätig: Bis 1987 war sie Assistant Curator, bis 1994 Associate Curator und seit dieser Zeit Curator, eine Stellung, die vom Museum als Anthony W. and Lulu C. Wang Curator of American and Decorative Arts bezeichnet wird und die Leitung der Abteilung American and Decorative Arts einschließt. In der Folgezeit kuratierte sie verschiedene Ausstellungen, vor allem zum amerikanischen Kunsthandwerk des ausgehenden 19. Jahrhunderts. 1993 wirkte sie an der Ausstellung Splendid Legacy: the Havemeyer Collection mit, die die Sammlertätigkeit der Urgroßeltern ihres Mannes in den Mittelpunkt stellte. Ein Schwerpunkt ihren Veröffentlichungen ist dem Werk des Glaskünstlers Louis Comfort Tiffany gewidmet. Darüber hinaus hält sie wiederholt Fachvorträge, etwa 2016 am Smithsonian American Art Museum in Washington D. C. zur Tiffany-Glaskünstlerin Agnes Northrup und zum American Arts and Crafts Movement am Princeton University Art Museum.
Sie ist Mitglied im Verwaltungsrat der Familienstiftung Frelinghuysen Foundation und des Shelburne Museums. Weiterhin gehörte sie dem Verwaltungsrat des Visiting Nurse Service of New York an. Sie war im Beirat des Princeton University Art Museums und ist dort Ehrenmitglied. Sie sitzt im Vorstand des American Ceramic Circle und war zeitweilig dessen Vorsitzende. Darüber hinaus ist sie Mitglied in der Decorative Arts Society, der Victorian Society in America und im Early American Glass Club.

## Veröffentlichungen (Auswahl)
- American porcelain: 1770–1920. Abrams, New York 1989, ISBN 0-87099-540-5 (Digitalisat).
- mit Gary Tinterow: Splendid Legacy: the Havemeyer Collection. Yale University Press, New Haven 1993, ISBN 0-87099-664-9.
- American art pottery. Selections from the Charles Hosmer Morse Museum of American Art. University of Washington Press, Seattle 1995, ISBN 1-880699-04-4.
- Louis Comfort Tiffany at the Metropolitan Museum Of Art. In The Metropolitan Museum of Art Bulletin Bd. 56, Nr. 1, New York 1998 (Digitalisat); Reprint Abrams, New York 1998, ISBN 0-8109-6535-6.
- mit Martin Eidelberg, Nancy A. McClelland, Lars Rachen: The Lamps of Louis Comfort Tiffany. Vendome Press, New York 2005, ISBN 978-0-86565-296-5.
- mit Elizabeth Hutchinson: Louis Comfort Tiffany and Laurelton Hall, an artist’s country estate. Yale University Press, New Haven 2006, ISBN 0-300-11787-6.
- mit Nicholas C. Vincent, Moira Gallagher: Artistic furniture of the Gilded Age. In The Metropolitan Museum of Art Bulletin Bd. 73, Nr. 3, New York 2015 (Digitalisat).
- mit Martin Eidelberg, Adrienne Spinozzi: American art pottery. The Robert A. Ellison Jr. Collection. Yale University Press, New Haven 2018, ISBN 978-1-58839-596-2.
- The stained-glass windows of St. Andrew’s Dune Church, Southampton, New York. Vendome Press, New York 2021, ISBN 978-0-86565-404-4.
- mit Martin Eidelberg: Gifts from the fire, American ceramics, 1880–1950: from the collection of Martin Eidelberg. Yale University Press, New Haven 2021, ISBN 978-1-58839-732-4.